# Somerleyton, Ashby and Herringfleet
Somerleyton, Ashby and Herringfleet est une paroisse civile du Suffolk, en Angleterre.